# 'A verità
Albums de Rocco Hunt
Poeta Urbano
(2013) 'A verità 2.0
(2014)
Singles
1. Nu juorno buono
Sortie : 17 février 2014
2. Tutto resta
Sortie : 16 mai 2014
3. Vieni con me[1]
Sortie : 9 juin 2014

'A verità est le deuxième album studio du rappeur italien Rocco Hunt sorti le 25 mars 2014. Il atteint la 1re place des classements italiens et est certifié disque de platine.

## Liste des pistes
| No  | Titre                                      | Producteur(s)            | Durée |
| --- | ------------------------------------------ | ------------------------ | ----- |
| 1.  | Senza chances (feat. Emiliano Pepe)        | Bassi Maestro            |       |
| 2.  | Ce magnamm (feat. Clementino)              | Shablo                   |       |
| 3.  | Nu juorno buono                            | Takagi, Ketra            |       |
| 4.  | 'A verità (feat. Enzo Avitabile)           | Pacosix, Fausto Cogliati |       |
| 5.  | Giovane disorientato                       | Nazo                     |       |
| 6.  | Na vota ancora                             | Nazo                     |       |
| 7.  | Tutto resta                                | Sine                     |       |
| 8.  | Vieni con me                               | Takagi, Ketra            |       |
| 9.  | Devo parlare (featuring Noyz Narcos)       | Takagi                   |       |
| 10. | RH Staff (feat. Nazo et Zoa)               | Takagi                   |       |
| 11. | Replay                                     | DonJoe                   |       |
| 12. | Come una cometa (feat. Tiromancino)        | Tiromancino              |       |
| 13. | Credi (feat. Eros Ramazzotti)              | Fausto Cogliati          |       |
| 14. | The Show (feat. Gemitaiz, MadMan et Nitro) | Mace x Reset             |       |
| 15. | Die Young (feat. Ensi)                     | Nazo                     |       |
| 16. | Non rimpiango niente                       | Denny The Cool           |       |

| 17. | A voce de guagliune | Nazo |  |
| 18. | Nun è fernut'       | Nazo |  |

| 19. | Senza musica (feat. Kiave et Johnny Marsiglia) | Fritz The Cat |  |

### Classement hebdomadaire
| Classement (2014) | Meilleure position |
| ----------------- | ------------------ |
| Italie (FIMI)     | 1                  |

## 'A verità 2.0
Albums de Rocco Hunt
'A verità
(2014)
Singles
1. Ho scelto me
Sortie : 7 novembre 2014
2. Il sole tra i palazzi
Sortie : 27 mars 2015

'A verità 2.0 est une réédition de l'album 'A verità sortie le 4 novembre 2014,. Elle contient 10 pistes inédites dont l'exclusivité I-Tunes Senza musica.
| 1.  | Senza chances (feat. Emiliano Pepe)        | Bassi Maestro            |  |
| 2.  | Ce magnamm (feat. Clementino)              | Shablo                   |  |
| 3.  | Nu juorno buono                            | Takagi, Ketra            |  |
| 4.  | 'A verità (feat. Enzo Avitabile)           | Pacosix, Fausto Cogliati |  |
| 5.  | Giovane disorientato                       | Nazo                     |  |
| 6.  | Na vota ancora                             | Nazo                     |  |
| 7.  | Tutto resta                                | Sine                     |  |
| 8.  | Vieni con me                               | Takagi, Ketra            |  |
| 9.  | Devo parlare (featuring Noyz Narcos)       | Takagi                   |  |
| 10. | RH Staff (feat. Nazo et Zoa)               | Takagi                   |  |
| 11. | Replay                                     | DonJoe                   |  |
| 12. | Come una cometa (feat. Tiromancino)        | Tiromancino              |  |
| 13. | Credi (feat. Eros Ramazzotti)              | Fausto Cogliati          |  |
| 14. | The Show (feat. Gemitaiz, MadMan et Nitro) | Mace x Reset             |  |
| 15. | Die Young (feat. Ensi)                     | Nazo                     |  |
| 16. | Non rimpiango niente                       | Denny The Cool           |  |
| 17. | A voce de guagliune                        | Nazo                     |  |
| 18. | Nun è fernut'                              | Nazo                     |  |

| 1.  | Il sole tra i palazzi                                   |  |  |
| 2.  | Ho scelto me                                            |  |  |
| 3.  | Lyrical Mistery (feat. Clementino, R.A. The Rugged Man) |  |  |
| 4.  | Sul pe me stess, Pt. 2                                  |  |  |
| 5.  | 'Na sposa creatura                                      |  |  |
| 6.  | Giovane disorientato 2.0 (feat. Gué Pequeno)            |  |  |
| 7.  | Replay 2.0 (feat. Alessandro Casillo (en))              |  |  |
| 8.  | Come hanno fatto tutti 2.0                              |  |  |
| 9.  | Pane e rap                                              |  |  |
| 10. | Senza musica (feat. Kiave et Johnny Marsiglia)          |  |  |
| 11. | Nu juorno buono (Version Sanremo)                       |  |  |

| 1. | 'A verità Documentary |  |

### Classement hebdomadaire
| Classement (2014) | Meilleure position |
| ----------------- | ------------------ |
| Italie (FIMI)     | 5                  |